# Phajol Moolsan
Phajol Moolsan est un boxeur thaïlandais né le 13 septembre 1968.

## Carrière
Sa carrière amateur est principalement marquée par une médaille de bronze remportée aux Jeux olympiques de Séoul en 1988 en poids coqs.

### Jeux olympiques
- Médaille de bronze en -54 kg aux Jeux de 1988 à Séoul